# Namalycastis multiseta
Namalycastis multiseta är en ringmaskart som beskrevs av Glasby 1999. Namalycastis multiseta ingår i släktet Namalycastis och familjen Nereididae. Inga underarter finns listade i Catalogue of Life.